# Gafurzhan Suyumbayev
Gafurzhan Sabirzhonovich Suyumbayev, más conocido como Gafurzhan Suyumbayev, (Shymkent, 19 de agosto de 1990) es un futbolista kazajo que juega de defensa en el F. C. Irtysh Pavlodar de la Primera División de Kazajistán. Es internacional con la selección de fútbol de Kazajistán.

## Selección nacional
Suyumbayev es internacional con la selección de fútbol de Kazajistán desde 2014. Marcó su primer gol con la selección el 14 de noviembre de 2016 contra la selección de fútbol de Dinamarca.

## Clubes
| Club                           | País       | Año       |
| ------------------------------ | ---------- | --------- |
| F. C. Ordabasy                 | Kazajistán | 2010-2016 |
| F. C. Irtysh Pavlodar (cedido) | Kazajistán | 2013      |
| F. C. Kairat Almaty            | Kazajistán | 2016-2022 |
| F. C. Aksu                     | Kazajistán | 2022      |
| F. C. Ordabasy                 | Kazajistán | 2023-2024 |
| F. C. Irtysh Pavlodar          | Kazajistán | 2025-     |

## Palmarés

### Títulos nacionales
| Título                     | Club                | País       | Año  |
| -------------------------- | ------------------- | ---------- | ---- |
| Copa de Kazajistán         | F. C. Ordabasy      | Kazajistán | 2011 |
| Supercopa de Kazajistán    | F. C. Ordabasy      | Kazajistán | 2012 |
| Supercopa de Kazajistán    | F. C. Kairat Almaty | Kazajistán | 2017 |
| Copa de Kazajistán         | F. C. Kairat Almaty | Kazajistán | 2017 |
| Copa de Kazajistán         | F. C. Kairat Almaty | Kazajistán | 2018 |
| Liga Premier de Kazajistán | F. C. Kairat Almaty | Kazajistán | 2020 |
| Copa de Kazajistán         | F. C. Kairat Almaty | Kazajistán | 2021 |